# وکتور (گروه موسیقی)
وکتور (به انگلیسی: Vektor) یک گروه پراگرسیو متال آمریکایی از تمپی، آریزونا است که در سال ۲۰۰۲ آغاز به کار کرد. (از سال ۲۰۱۲ گروه در فیلادلفیا، پنسیلوانیا فعالیت می‌کند)

## اعضا

### اعضای کنونی
- دیوید دی‌سانتو – گیتار/خواننده (۲۰۰۲–تاکنون)
- اریک نلسون – گیتار (۲۰۰۴–تاکنون)
- فرانک چین – گیتار بیس (۲۰۰۸–تاکنون)
- بلیک اندرسون – درام (۲۰۰۷–تاکنون)

### اعضای پیشین
- آدام اندرسون – درام (۲۰۰۴–۲۰۰۷)
- کیان احمد – درام (۲۰۰۷)
- مایک توزی – گیتار بیس (۲۰۰۶–۲۰۰۸)